# Frank De Winne
Frank, Tử tước De Winne (sinh ngày 25 tháng 4 năm 1961 tại Ledeberg, Bỉ) là một sĩ quan Không quân Bỉ và nhà du hành vũ trụ ESA. Ông là người thứ hai của Bỉ bay vào không gian (sau Dirk Frimout). Ông đã bay lên Trạm Vũ trụ Quốc tế (ISS).. Ông tốt nghiệp Trường Hoàng gia Cadets năm 1979. Ông lấy bằng thạc sĩ về kỹ thuật tại Học viện Quân sự Hoàng gia và phục vụ trong không quân Bỉ trước khi trở thành phi hành gia của Cơ quan Vũ trụ châu Âu (ESA) vào năm 1998. Frank de Winne đã có hai chuyến đi vào vũ trụ. Chuyến đầu tiên kéo dài trong 10 ngày và công việc chính của ông là làm các thí nghiệm khoa học. Chuyến đi thứ hai kéo dài 187 ngày. Ông là nhà du hành vũ trụ của ESA đầu tiên chỉ huy sứ mệnh không gian khi ông là chỉ huy của ISS Expedition 21.